# Dalibor Dědek
Dalibor Dědek (* 21. června 1957) je český podnikatel, mecenáš a spolumajitel skupiny firem Jablotron. Podle časopisu Forbes je s majetkem kolem 5,5 miliardy korun 59. nejbohatším Čechem (2021).

## Studium a podnikání
Vyučil se elektrikářem ve Sklostroji Turnov, maturoval na SPŠE v Jičíně a roku 1983 promoval na Fakultě elektrotechnické na ČVUT v Praze. Pracoval jako vývojář v podniku LIAZ v Jablonci nad Nisou. Po revoluci založil s dalšími třemi spolupracovníky firmu JABLOTRON s.r.o. Pod vedením Dalibora Dědka se firma vypracovala na mezinárodně uznávaného, ryze českého výrobce zabezpečovací a komunikační techniky. Základem úspěchu Jablotronu se stal vývoj vlastních produktů a orientace na výzkum nových technologií. Po dvaceti letech působení se firma zařadila mezi nejúspěšnější české podniky. Kromě zabezpečovací techniky Jablotron mezinárodně proslul výrobou obřího mobilního telefonu. Pro zachování pružnosti a schopnosti rychlé reakce se společnost později transformovala na holdingově řízenou skupinu firem Jablotron Group a.s. Dalibor Dědek část podílu ve firmě převedl na manažery, kteří řídí chod společnosti. Sám se dále podílí na formování vizí a záměrů dalšího rozvoje.

## Politická aktivita
V srpnu 2017 oznámil, že bude kandidovat za hnutí STAN v parlamentních volbách. Měl být lídrem kandidátky hnutí v Ústeckém kraji, svoji kandidaturu však 24. srpna 2017 stáhl a zůstal pouze podporovatelem tohoto hnutí.

### Ruská invaze na Ukrajinu
Během ruské invaze na Ukrajinu v roce 2022 ukončil Dědek veškerý prodej Jablotronu do Ruska a Běloruska. Navíc zablokoval datové služby uživatelům Jablotronu v těchto zemích a v necenzurovatelné push notifikaci sdílel své stanovisko: „Prosím uvědomte si, že to, co se děje na Ukrajině, není žádná mírová mise. Je to surová agresivní válka, ve které umírají nevinní lidé. Umírají Ukrajinci, jejich ženy a děti, ale umírají také ruští vojáci - Vaši bratři a synové. Každý občan Ruska, který tuto situaci bez veřejného protestu přijímá, se stává spolupachatelem válečného zločinu. Ano, zablokování služeb Jablotronu je porušením obchodního práva. Takové porušení práva však považujeme za správné v situaci, kdy má napomoci ukončení válečné agrese a zabíjení lidí.“
V květnu 2022 vyhlásil Dědek iniciativu Dárek pro Putina, jejímž prostřednictvím lidé mohou přispět na podporu Ukrajiny. Vybrané peníze jdou na účet ukrajinské ambasády, české ministerstvo obrany za ně u českých výrobců a dodavatelů nakupuje vojenský materiál podle požadavků ukrajinské armády. 
K srpnu 2023 bylo vybráno přes 554 milionů korun. Byl za ně pořízen např. tank T-72 nazvaný Tomáš za více než 30 milionů korun nebo terénní sanitky.

## Veřejně prospěšné aktivity
Dalibor Dědek se snaží zlepšovat svět prostřednictvím společensky odpovědných činností. Ty byly v letech 1990–2015 koordinovány přímo z firmy, od roku 2016 z Nadace JABLOTRON. Za uvedenou dobu byly podpořeny prospěšné aktivity za více než 400 milionů korun, přičemž hlavními přispěvateli nadace jsou firmy skupiny Jablotron. Prioritně je pomoc zaměřena na vzdělávání a podporu občanské společnosti, ale v rámci domovského regionu Jablotronu míří podpora i do ostatních oblastí od zdravotní a sociální přes humanitární až po kulturu a sport. Jablotron stojí za vznikem zimní noclehárny pro bezdomovce v Praze či za rozsáhlou rekonstrukcí budov areálu bývalé Bižuterie na moderní Domov pro seniory v Jablonci a školu. Mimořádnou roli hraje ve správě a ochraně cenných horských luk v Jizerských horách. Některé projekty podporuje Dalibor Dědek přímo, jako např. obnovení provozu Prezidentské chaty v Jizerských horách.
Dalibor Dědek patří mezi mecenáše ceny Neuron. Do nově založené Nadace Neuron vložil kapitál 100 milionů korun.